# Thornton (Colorado)
Thornton ist eine Stadt in Adams und Weld County im US-Bundesstaat Colorado. Mit 141.867 Einwohnern (Stand: 2020) ist sie die sechstgrößte Stadt des Staates. Die geographischen Koordinaten sind: 39,89° Nord, 104,96° West, die Fläche beträgt 70,4 km². 

## Geschichte
Am 19. Februar 1953 wurde die Gründung der Stadt verkündet, benannt nach dem damaligen Gouverneur Dan Thornton. Am 31. Januar 1954 zogen die ersten 40 Familien in die neuen Häuser ein. Das erste Einkaufszentrum eröffnete im Mai 1955. Am 26. Mai 1956 erhielt Thornton den Status als City und hatte bereits 8640 Einwohner.

## Schulen
Thornton hat vier Schulen:
- Adams County School District 1
- Adams County School District 12
- Adams County School District 14
- Brighton School District 27J

## Söhne und Töchter der Stadt
- Brian Greene (* 1981), Basketballspieler
- Nikki Marshall (* 1988), Fußballspielerin